# Joanna Stern

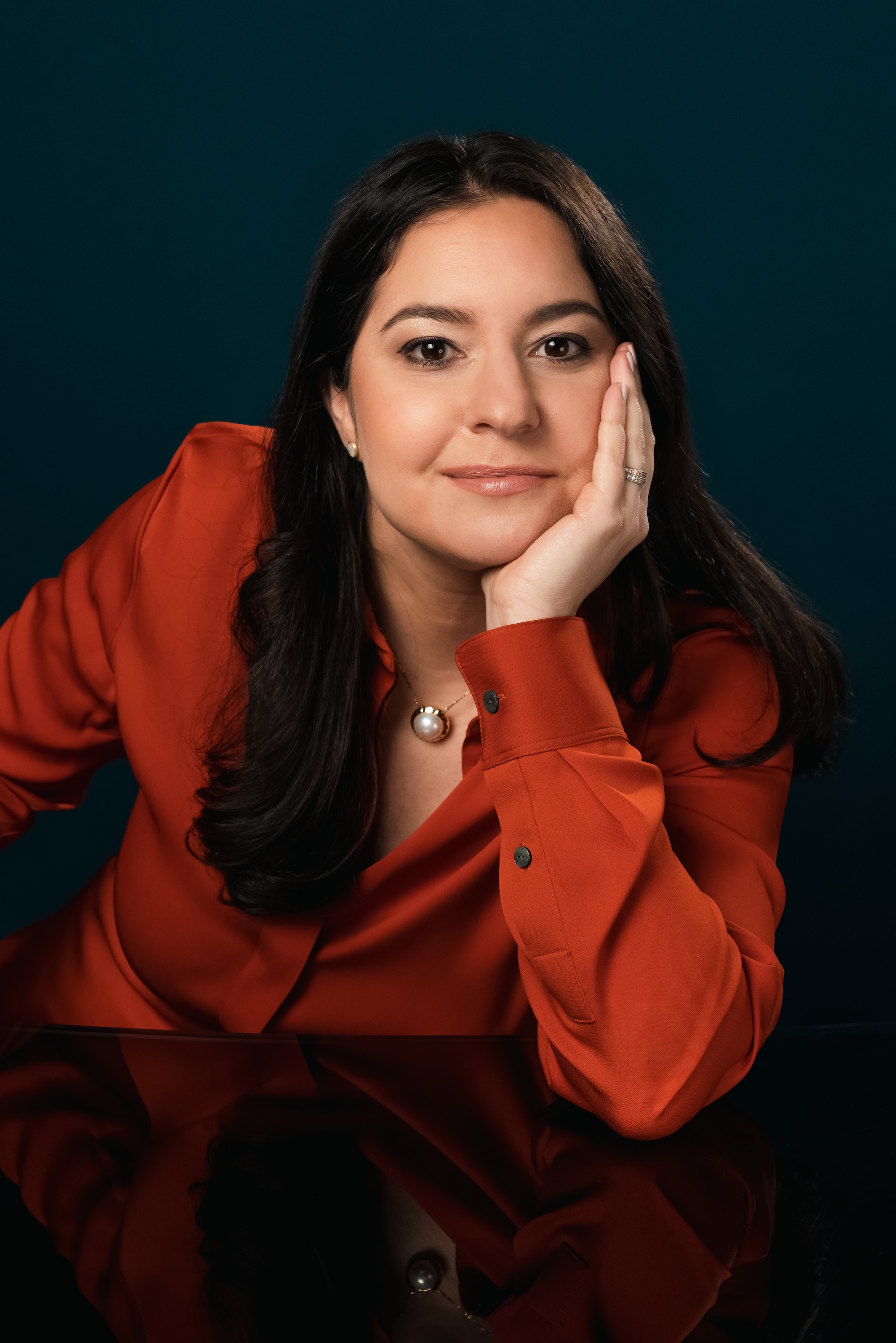
Joanna Stern

Joanna Stern ist eine US-amerikanische Technikjournalistin. Sie arbeitet als Kolumnistin für Verbraucherelektronik und stellvertretende Chefredakteurin für Videojournalismus beim Wall Street Journal. Zuvor war sie bei Engadget und The Verge tätig.

## Leben
Im Mai 2009 begann Joanna Stern ihre Karriere als Journalistin beim Laptop Magazine, wo sie für die Rezensionen von Laptops und Netbooks zuständig war. Sie wechselte von dort zu Engadget und rezensierte als Redakteurin Produkte der Verbraucherelektronik. Im Mai 2011 verließ sie Engadget gemeinsam mit Joshua Topolsky, Nilay Patel und anderen Kollegen und gründete zunächst den Blog This Is My Next, aus dem im November desselben Jahres die Website The Verge hervorging.
Wenige Monate danach ging sie im Februar 2012 zu ABC News, wo sie weiterhin als Technikjournalistin arbeitete. Dort produzierte sie eine eigene Fernsehserie und trat in verschiedenen Fernsehshows des Netzwerks als Technikexpertin auf.
Im Dezember 2013 wurde ihre Berufung als Kolumnistin für Verbraucherelektronik beim Wall Street Journal bekannt. Sie trat damit die Nachfolge von Walter Mossberg an.
2016 wurde Stern für ihre Arbeit mit Videos, vor allem ihre filmische Rezension der Apple Watch samt einem Cameoauftritt von Rupert Murdoch, mit dem Gerald Loeb Award ausgezeichnet.
Seit 29. Januar 2018 ist Stern zusätzlich zu ihrer Arbeit als Kolumnistin für Verbraucherelektronik stellvertretende Chefredakteurin für videojournalistische Beiträge des Wall Street Journals.